# New Age of Earth
New Age of Earth este un album ambient al trupei Ashra. Albumul a  fost lansat în 1976 la casa de discuri Isadora Records. Deși lansat sub numele trupei, acesta e de asemenea un album solo a lui Manuel Göttsching, membru Ashra. 

## Lista pieselor
1. Sunrain – 7:32
2. Ocean of Tenderness – 12:42
3. Deep Distance – 5:49
4. Nightdust – 21:50

## Recunoastere
Albumul ocupa locul 8 în clasamentul celor mai bune albume ale Școlii Berlineze de muzică electronică conform site-ului Progarchives (din aprilie 2013) și poziția 21 în lista Celor mai influente 25 albume ambient ale tuturor timpurilor.